# Mike Taliaferro
Myron Eugene Taliaferro (Houston, 26 luglio 1941) è un ex giocatore di football americano statunitense che ha giocato nel ruolo di quarterback nella American Football League (CFL) e nella National Football League (NFL). Al college ha giocato a football all'Università dell'Illinois - Urbana-Champaign

## Carriera professionistica
Taliaferro fu scelto nel decimo giro del Draft NFL 1963 dai New York Giants e nel 28º giro del Draft AFL 1963 dai New York Jets, firmando per questi ultimi. Debuttò nel 1964 dividendo i minuti con la prima scelta assoluta del Draft AFL Joe Namath, che divenne stabilmente titolare negli anni successivi. Nel 1968, Taliaferro passò ai Boston Patriots con cui, nel 1969, giocò l'annata migliore della carriera, venendo ocnvocato per l'All-Star Game dell'AFL. Passò l'ultima stagione della carriera nel 1972 coi Buffalo Bills nella quale disputò 5 gare, senza mai partire come titolare.

## Palmarès
- AFL All-Star: 1

1969

## Statistiche
AFL+NFL
| Yard passate  | 5.241 |
| Touchdown     | 36    |
| Intercetti    | 63    |
| Passer rating | 46,1  |